# L'Homme de Vienne
 (janvier 2017).
- Si vous ne connaissez pas le sujet, laissez ce bandeau (vous pouvez alors contacter les auteurs).
- Si vous supprimez le contenu mis en cause (vous pouvez préalablement contacter les auteurs),

argumentez précisément cette suppression dans la page de discussion
(un manque de référence n'est pas un argument ; une recherche réelle de référence doit avoir été effectuée, être formellement documentée).
L'Homme de Vienne (Assignment Vienna) est une série télévisée américaine en huit épisodes de 45 minutes produite par Eric Bercovici et Jerry Ludwig, diffusée entre le 28 septembre 1972 et le 10 mars 1973 sur le réseau ABC.
En France, la série a été diffusée à partir du 14 avril 1974 sur la première chaîne de l'ORTF.

## Synopsis
Au Jake's Bar, dans une rue branchée de la capitale viennoise, dans une atmosphère située à mi-chemin entre Casablanca et Le Troisième Homme[réf. nécessaire], Jake Webster déjoue les intrigues derrière son comptoir. En fait, son bar est une façade pour un ancien agent secret travaillant parfois pour le compte du gouvernement américain à un moment où la Détente est à l'ordre du jour entre Américains et Soviétiques. Souvent obligé, contre son gré, de suivre les instructions de son supérieur direct, le major Bernard Caldwell, il se heurte régulièrement au chef de la police de Vienne : Hoffmann.
À travers cette courte série, comptant seulement huit épisodes, Robert Conrad retrouve un rôle d'agent secret dont il assure une nouvelle fois la composition sans négliger les atouts-maîtres de ce type de programme : jolies filles en détresse, poursuites en voitures et nombreuses bagarres. Cette série est peu rediffusée en France, mais a marqué les téléspectateurs dans les années 1970[réf. nécessaire].

## Historique
En 1962, James Bond 007 contre Dr. No sort au cinéma, réalisé avec des moyens modestes aux studios anglais de Pinewood, et rencontre un succès mondial. Les romans d'espionnage sont à la mode depuis les années 1950 avec leurs héros cyniques qui aiment l'action et les femmes. De nombreuses adaptations ont déjà vu le jour, notamment en Angleterre, et surtout aux États-Unis où un premier James Bond, Casino Royale, a été adapté pour la télévision en 1954 avec Barry Nelson dans le rôle principal, une étape importante qui rappelle l'intérêt précoce de la télévision pour ce type de héros. La France ne demeure pas en reste avec la série des Lemmy Caution incarné par Eddie Constantine, sous la direction de Bernard Borderie, ou celle des Monocle noir de Georges Lautner, avec Paul Meurisse, des Gorille avec Lino Ventura puis Roger Hanin, sans oublier Hubert Bonisseur de La Bath (alias OSS117), dans les films mis en scène par André Hunebelle et interprétés par Frederick Stafford.
Parallèlement à la célèbre série qui a suivi James Bond 007 contre Dr No, le filon du film d'espionnage va être exploité par des producteurs du monde entier. Aux États-Unis, où le mythe de l'espion est en pleine expansion, Daniel Mann et Gordon Douglas réalisent, en 1966 puis en 1967, deux adaptations des aventures de Derek Flint avec James Coburn, tout comme Matt Helm incarné par Dean Martin et dirigé par Henry Levin. Cette vague d'espionnite aiguë finit par atteindre la télévision avec le développement de séries bénéficiant de budgets souvent importants telles que Des agents très spéciaux (1964-1968), Les Espions (1965-1968) et Les Mystères de l'Ouest (1965-1969), autant de programmes qui vont mettre le mythe à la mode américaine. L'humour débridé et parodique remplace l'humour anglais, tout de même présent dans Chapeau melon et bottes de cuir (1961-1969), tirant ces séries vers un style plus comics avec des lumières plates, faisant ressortir les couleurs vives, et une profusion de gadgets parmi les plus fous.
Malgré l'importance prise par ce phénomène et l'énorme popularité de plusieurs séries d'espionnage (certaines de ces séries finissant même par décrocher le statut envié de série-culte), le genre espionnage n'a jamais été aussi bien représenté que par les westerns, les drames médicaux et les programmes policiers. Cela étant, les séries d'espionnage peuvent revendiquer un certain nombre de réussites, notamment le fait d'avoir donné pour la première fois un rôle majeur à un acteur noir (Bill Cosby dans Les Espions), à une femme (Annie, agent très spécial avec Stefanie Powers) voire à un Russe (David McCallum dans Des agents très spéciaux) et ce moins de trois ans après la crise de Cuba.
Ainsi, au-delà de la période dorée des années 1960, les espions en tous genres ont été de loin dépassés en nombre par les figures plus traditionnelles des policiers et des détectives privés. Même lorsqu'ils apparaissent, ces espions (ou agents secrets) sont souvent présentés en tant que combattants internationaux du crime, ce qui est notamment le cas pour la série L'Homme de Vienne jouée par Robert Conrad lors de la saison 1972-1973, plutôt qu'en tant que véritables agents agissant de façon clandestine. C'est pourquoi il y a peu de programmes télévisuels relevant typiquement de l'espionnage. La plupart des séries relèvent d'un mélange de plusieurs catégories, fusion typique de la culture américaine : le western (Les Mystères de l'Ouest), la comédie (Max la Menace), ou le fantastique (Chapeau melon et bottes de cuir ou Le Prisonnier, certes d'origine anglaise mais très rapidement conçues en pensant à une diffusion sur les réseaux américains.
Ainsi, à la fin des années 1970, la plupart des séries visibles à la télévision s'inspirent-elles d'un double courant. Soit le réalisme avec Hunter interprétée par James Franciscus en 1977 ou encore Matt Helm avec Anthony Franciosa deux ans plus tôt, soit la débauche de moyens dans un style James Bond avec Sloane qui apparaît quelque peu atypique dans ce contexte. Pourtant, le choix de produire une série telle que Sloane, avec des spécificités clairement identifiables quant au rôle joué par la gent féminine, les postures adoptées par les méchants de service et les motifs de ces derniers, apparaît être en adéquation avec ce qu'est devenu le personnage de 007 à la fin des années 1970.
Incarné par Roger Moore, le héros de Ian Fleming a une dimension exagérée par la débauche de moyens mis en œuvre dans la conception de ses aventures. En effet, L'Espion qui m'aimait, réalisé par Lewis Gilbert, a marqué le retour de l'emploi du cinémascope pour illustrer les aventures de l'espion de sa Majesté, tendance confirmée en 1979 pour Moonraker. Il y a aussi l'emploi massif des effets spéciaux conçus par Derek Meddings, de fastueux décors imaginés par Ken Adam, et la conception de mobiles à dimension planétaire pour légitimer l'action des adversaires de James Bond (Stromberg qui, dans L'Espion qui m'aimait, veut rebâtir un monde nouveau sous la mer et Drax qui, dans Moonraker, poursuit un but similaire mais dans l'espace), ce qui a pu inciter les créateurs de Sloane à produire une série télévisée de cette ambition.

## Présentation
L'origine de L'homme de Vienne remonte à la décision prise par le réseau ABC qui accepte, au début des années 1970, l'idée de programmer non pas une mais trois séries en même temps, le même soir. Il est ainsi prévu que les épisodes soient diffusés en alternance, soit 8 épisodes par émission pour un total de 24 sur l'ensemble de la saison 1972-1973.
Dans cette perspective, trois équipes de producteurs sont sollicitées et mises en place, chacune travaillant en parallèle sur ce programme commun appelé The Men, titre générique pour trois séries distinctes mettant en vedette des héros particuliers dans le cadre d'épisodes d'une durée de 48 minutes. Il s'agit d'une sorte de collection télévisée, démarche que les américains qualifient de programme Umbrella. Le point commun des trois séries est la mise en vedette d'un héros individualiste et dont les relations avec ses supérieurs sont souvent tendues.
Pour la première série, intitulée Jigsaw, Stanley Kallis et Harry Tatelman conçoivent les exploits de Frank Dain, interprété par James Wainwright, un lieutenant du Service des personnes disparues, agence installée dans la ville de Sacramento. La particularité de Frank Dain étant son habileté pour trouver des indices et ainsi favoriser la découverte des personnes recherchées.
Pour la seconde série, Sam H. Rolfe conçoit The Delphi Bureau (en) (dont le pilote a été diffusé par France 3) qui met en vedette cette fois l'agent Glen Garth Gregory, dont le rôle-titre est tenu par Laurence Luckinbill, un enquêteur du Delphi Bureau qui est en fait une agence dépendant directement du Président des États-Unis et chargée de la Sécurité Nationale, un ancêtre de l'actuelle NSA (National Security Agency) en somme.
Le point commun de ces deux programmes, auxquels s'ajoute L'Homme de Vienne, est le monde de l'espionnage et/ou d'agents ayant des qualités particulières même si le personnage de Frank Dain apparaît comme étant plus conventionnel. À ce titre, Sam Rolfe fut à l'origine de la série Des agents très spéciaux et Stanley Kallis a longuement œuvré sur Mission impossible.

## Production et diffusion
Dans le cas particulier de L'Homme de Vienne, c'est un classique de l'univers de l'espionnage, en l'occurrence un agent basé à l'étranger, dans une ville à mi-chemin entre l'Est et l'Ouest avec, comme toile de fond, les possibles tensions internationales, même si, pour L'Homme de Vienne, les méchants ne sont pas forcément russes, Détente oblige. En effet, Jake Webster est souvent sollicité pour combattre des malfrats internationaux dont les actes peuvent mettre en péril les intérêts de plusieurs pays dont souvent ceux des États-Unis.
À l'origine, Eric Bercovici et Jerry Ludwig ont écrit un concept d'aventures localisant le héros dans le cadre de la ville de Munich. Roy Scheider a été initialement pressenti pour être l'agent Jake Webster dans le pilote qui s'intitulait Assignment : Munich (Un dangereux rendez-vous) et Richard Basehart était le major Barney Caldwell son supérieur direct. Toutefois, en mars 1972, Roy Scheider est nommé pour l'Oscar second rôle pour French Connection de William Friedkin et il lui devient inenvisageable de s'engager pour une série de longue durée. Face au refus du comédien, Bercovici et Ludwig se tournent vers un spécialiste de ce type de rôle : Robert Conrad.
Ce dernier s'engage alors pour la série, entraînant dans son sillage le chef cascadeur Tom Huff, avec lequel il a collaboré à l'époque des Mystères de l'Ouest. Le tournage des huit épisodes de L'Homme de Vienne (les aventures de Jake Webster ont été délocalisées car la ville de Vienne semblait plus photogénique et attractive que Munich) a eu lieu de juillet à novembre 1972. Les taux d'écoute de L'Homme de Vienne ont été satisfaisants mais pas au point de sauver l'ensemble du projet The Men.

## Personnages
- Jake Webster

Jake Webster est le prototype d'un ex des services secrets qui continue de proposer ses services à son supérieur le Major Caldwell. Webster semble avoir sillonné l'Europe plusieurs années. En effet, l'épisode Double Jeu montre un Jake Webster en action en Albanie cinq ans plus tôt, soit en 1967, à tenir compte de la chronologie. Quant à son attitude tout au long des 8 épisodes que compte la série, elle est aux antipodes de celle de Thomas Remington Sloane dans Sloane, agent spécial que joue Conrad dans cette production Quinn Martin de 1979, puisque Webster se doit de demeurer discret, s'appuyant sur un réseau d'indicateurs dont certains ont une moralité plus que douteuse.
En définitive, Jake Webster navigue en eaux troubles bien loin des fastes de James Bond. Dans le cadre de ses missions, Webster s'appuie sur le Major Caldwell qui, même si cela n'est pas clairement explicité dans les épisodes, représente les Services Secrets américains à Vienne (son bureau est d'ailleurs situé dans l'ambassade). Or, cette aide lui est singulièrement précieuse car Webster se heurte souvent au commissaire Hoffmann. Ce dernier n'apprécie pas du tout le comportement d'outsider de Webster et tente souvent de le mettre en état d'arrestation ou du moins de le freiner dans ses différentes entreprises.
- Ennemis

Les ennemis de Webster sont rarement issus du monde communiste sauf dans le cas de l'épisode Double Jeu. Il s'agit plutôt de voleurs internationaux (épisode Attaque par la dame), de truands notoires et dangereux (Leslie Nielsen alias Floyd Macklin dans l'épisode La Dernière Cible et Victor Buono dans Annalisa) ou encore de mercenaires en fin de parcours (Joseph Campanella dans La Vengeance du mercenaire).

## Mécanismes narratifs
- Générique

Il présente les images typiques de la ville de Vienne en alternance avec des plans de Robert Conrad au volant de sa Corvette jaune, un bolide utile pour les nombreuses poursuites qui jalonnent les épisodes. L'ensemble est soutenu par les partitions musicales de Dave Grusin (le compositeur attitré des films de Sydney Pollack dans les années 1970).
- Séquence d'ouverture

Avec ou sans Webster présent à l'image, elle permet de cerner ce qui est le nœud de l'intrigue : l'évasion de Floyd Macklin dans La Dernière Cible, le vol d'une couronne royale dans Attaque par la dame, l'assassinat d'un proche de Webster dans Le Mystérieux Rayon vert, etc.
- Séquences d'action

Elles sont coordonnées par Tom Huff qui avait déjà travaillé avec Robert Conrad pendant de nombreuses saisons à l'époque de la série Les Mystères de l'Ouest. Toutefois, comme le tournage avait lieu en Europe, Gerry Crampton, cascadeur d'origine anglaise, a utilisé des artistes-cascadeurs basés à Londres et dont les spectateurs ont apprécié les prouesses dans nombres d'épisodes de séries britanniques. Les scènes d'action de L'Homme de Vienne se caractérisent par un sens de l'efficacité : bagarres rapides et soigneusement chorégraphiées où Robert Conrad peut apporter toute sa crédibilité de boxeur, poursuites en voitures dans un style qui rappelle celles de Bullitt et de French Connection, poursuites à pied, etc.

## Acteurs
- Robert Conrad. Robert Conrad, de son vrai nom Conrad Robert Falk, est né le 1er mars 1935 à Chicago dans un quartier pauvre où il apprend très tôt à se battre pour survivre. Ceci l'amène tout naturellement vers la boxe et il monte sur les rings dès l'âge de 16 ans. Il participe à une dizaine de combats qui lui apportent un lot de blessures l'empêchant de continuer la pratique de ce sport. À partir de 1954, Robert Conrad décide de se lancer dans la comédie. Pendant plus de trente ans, il a illustré de sa présence de très nombreuses séries sans oublier une vingtaine de téléfilms.
- Charles Cioffi. Il interprète le major Bernard Caldwell dans L'Homme de Vienne, le supérieur de Jake Webster. Charles Cioffi a participé à de nombreuses séries en tant que vedette invitée, plus de 60 épisodes en tant que guest star entre 1971 et 2002. Parmi ses prestations les plus notables, il y a le rôle du supérieur de Kojak dans la nouvelle série tournée en 1989. Il est aussi le lieutenant Matt Reardon dans la série policière Get Christie Love en 1974 et dont seul le pilote a été diffusé en France.
- Anton Diffring. Il incarne Hoffmann, le chef de la police de Vienne qui n'apprécie guère les interventions de Webster, et a illustré de sa forte présence de nombreux films où il était très souvent un officier allemand ou nazi : par exemple dans Les Héros de Télémark d'Anthony Mann en 1965, Quand les aigles attaquent de Brian G. Hutton en 1968 ou L'Aigle s'est envolé de John Sturges en 1978. Il avait quitté son pays pour le Canada à la fin des années 1930 après l'avènement du nazisme. Sa dernière prestation, avant sa disparition en 1989, est celle d'un avocat dans Les Prédateurs de la nuit (1988), un film de Tony Scott.

## Fiche technique
- Création : Eric Bercovici, Jerry Ludwig
- Producteur : A. John Graves
- Producteurs associés : George M. Lehr, Frank Baur
- Producteur exécutif : Robert H.Justman
- Coproducteurs : Jerry Ludwig, Eric Bercovici
- Directeurs de la photographie : Petrus Schloemp
- Supervision du montage : Albert P. Wilson
- Supervision des scripts : Trudi Von Trotha
- Thème musical de The Men : Isaac Hayes
- Thème de la série : Dave Grusin
- Musique : John Parker, Dave Grusin
- Supervision musicale : Harry V. Zdjewiski
- Responsable de la production : Peter J. Herald
- Assistants du metteur en scène : Ted Sturgis
- Directeur artistique : Wolfgang Witzeman
- Supervision du casting : Gary Schaffer
- Coiffures : Lilly Zangere
- Costumes pour hommes : Josef Wanke, John Soura
- Costumes pour femmes : Sylvia Liggett, Emmi Minnich
- Maquillage : Ladislaus Valicek
- Supervision des décors : Gunter Zulau
- Coordination des cascades : Tom Huff, Gerry Crampton
- Cascadeurs : Romo Garrara, Dick Cangey, Frank Baur
- Filmé en Metrocolor
- Tournée à Vienne (entièrement en extérieurs), Autriche
- Une production MGM Television (1972) avec le soutien de la compagnie aérienne Pan Am

## Guide des épisodes
- Série américaine en 8 épisodes de 48 minutes et un épisode pilote de 90 minutes.
- Diffusion sur ABC : du 28 septembre au 1972 au 9 juin 1973 le jeudi à 21h puis le samedi à 22h.
- Diffusion en France : 6 épisodes sur la 1re chaîne le dimanche vers 17h30 à partir d'avril jusqu'en août 1974 et le pilote séparément.

Rediffusion sur FR3 pendant l'été 1990.

### Pilote:Un dangereux rendez-vous
- Titre original : Assignment-Vienna
- Scénariste(s) : Jerry Ludwig et Eric Bercovici
- Réalisateur(s) : David Lowell Rich
- Diffusion(s) :
  -  États-Unis : le 30 avril 1972 sur ABC
  -  France : le 27 février 1977 sur TF1
- Acteurs(trices) : Richard Basehart (Major Barney Caldwell), Roy Scheider (Jake Webster), Werner Klemperer (Inspecteur Hoffman), Robert Reed (Doug Mitchell), Keenan Wynn (George), Mike Kellin (Gus), Lesley Ann Warren (Cathy Lange), Karl-Otto Alberty (Fritz), Pernell Roberts (C.C. Boyan), Gerry Crampton (Harry Lange), Maria Lucca (Hilda)
- Résumé : Jake Webster est un propriétaire de bar à Munich. En fait, il s'agit d'une couverture pour ses activités d'espion pour le compte du gouvernement américain. Webster doit enquêter afin de localiser un mystérieux trésor datant de la Seconde Guerre mondiale.
- Note : Richard Basehart est connu de téléspectateurs pour avoir été l'Amiral Harriman Nelson dans la série produite par Irwin Allen, Voyage au fond des mers, un show diffusé du 14 septembre 1964 au 15 septembre 1968 sur ABC. Pernell Roberts est connu en France pour sa participation à la série Bonanza entre 1959 et 1965.

### Épisode 1:La Dernière Cible
- Titre original : The Last Target
- Scénariste(s) : Jerry Ludwig et Eric Bercovici
- Réalisateur(s) : Paul Krasny
- Diffusion(s) :
  -  États-Unis : le 28 septembre 1972 sur ABC
  -  France : 4 août 1974 sur la 1re chaîne de l'ORTF
- Acteurs(trices) : Leslie Nielsen (Floyd Macklin), Belinda Montgomery (Julie Hayes), Eduard Franz (Professeur Hayes)
- Résumé : Floyd Macklin, un truand originaire des États-Unis, parvient à s'échapper du fourgon cellulaire qui le transportait. Libre dans la ville de Vienne, il menace de représailles le juge Hans Eckert qui l'a fait condamner, ainsi que le major Caldwell, dont Macklin estime qu'il est également responsable des vingt années de prison qu'il a dû purger...
- Note : Belinda J. Montgomery sera le docteur Elizabeth Merrill dans L'Homme de l'Atlantide, une série produite par Herbert F. Solow et diffusée du 22 septembre 1977 au 25 juillet 1978 sur NBC.

### Épisode 2:Poursuite dans la ville
- Titre original : Hot Potato
- Scénariste(s) : Jerry Ludwig et Eric Bercovici
- Réalisateur(s) : Paul Krasny
- Diffusion(s) :
  -  États-Unis : le 19 octobre 1972 sur ABC
  -  France : 16 juin 1974 sur la 1re chaîne de l'ORTF
- Acteurs(trices) : Skye Aubrey (Susan), John Ireland (Duncan), Kathy Cannon (Cindy), Don Edwards (Nico), Tom Huff (Heinz)
- Résumé : Jake entre en possession d'un microfilm permettant d'identifier 12 chefs de gangs qui se sont réunis lors d'une conférence au sommet. Son intention est de le confier au Major Caldwell mais les deux amis sont attaqués par trois hommes qui n'hésitent pas à tirer sur Caldwell. Webster parvient alors à tirer les deux hommes de ce fort mauvais pas et pour cela il « emprunte » la voiture de Cindy Logan et de sa sœur Susan. Une poursuite s'engage alors dans les rues de Vienne entre Webster et ces mystérieux assaillants...
- Note : John Ireland est l'une des grandes figures du western notamment dans les films de John Ford (La Poursuite infernale, La Rivière rouge, etc.). Il a été notamment le partenaire de Kirk Douglas dans Spartacus et a participé à une trentaine de séries télévisées avec plus particulièrement un rôle récurrent dans Rawhide. Visiblement, pour cet épisode, l'équipe de production a décidé d'employer tous les moyens nécessaires pour réaliser un florilège des modes d'action en vigueur dans les séries des années 1970. Au total, il y a une poursuite en voiture de sept minutes héritée de Bullitt et de French Connection, deux poursuites à pied de trois à quatre minutes chacune et pas moins de cinq affrontements aux poings.

### Épisode 3:Attaque par la dame
- Titre original : Queen's Gambit
- Scénariste(s) : D.C. Fontana
- Réalisateur(s) : Paul Stanley
- Diffusion(s) :
  -  États-Unis : le 9 novembre 1972 sur ABC
  -  France : 14 avril 1974 sur la 1re chaîne de l'ORTF
- Acteurs(trices) : Anne Francis (Aline), Robert F. Lyons (Prince Hohlenberg), Joby Baker (Russell)
- Résumé : Jake est engagé par Aline Masterson, membre du New York Museum, afin de retrouver la couronne royale de Bosnie qui a été volée lors de son transfert du musée Hoffburg à Vienne.
- Note : Anne Francis est l'héroïne d'une série d'espionnage, Honey West, produite par Jules Levy, Arthur Gardner et Arnold Laven, diffusée du 17 septembre 1965 au 2 septembre 1966 sur ABC.

### Épisode 4:Annalisa
- Titre original : Annalisa
- Scénariste(s) : Jerry Ludwig et Eric Bercovici
- Réalisateur(s) : Bruce Kessler
- Diffusion(s) :
  -  États-Unis : le 7 décembre 1972 sur ABC
  -  France : 5 mai 1974 sur la 1re chaîne de l'ORTF
- Acteurs(trices) : Rosemary Forsyth (Annalisa), John Ericson (Jonathan Nichols), Victor Buono (Karafatma)
- Résumé : Annalisa, une ancienne amie de Jake Webster, fait appel à ses services afin de prouver l'innocence de son mari qui a été arrêté par la police de Vienne. On l'accuse du meurtre de son associé.
- Note : Victor Buono est à deux reprises le comte Manzeppi, ennemi de James West, dans la série Les Mystères de l'Ouest. Il retrouve Robert Conrad dans le deuxième téléfilm tiré de la série et réalisé en 1980 par Burt Kennedy.

### Épisode 5:Une certaine vieille dame
- Titre original : There Was An Old Woman
- Scénariste(s) : Jerry Ludwig et Eric Bercovici
- Réalisateur(s) : Alexander Singer
- Diffusion(s) :
  -  États-Unis : le 13 janvier 1973 sur ABC
  -  France : inconnue
- Acteurs(trices) : Jane Tilden (Sylvia Werner), Susan Strasberg (Carol), Eric Braeden, Victor Brandt
- Résumé : Le Major Caldwell estime que Jake Webster était la véritable cible d'une tentative de meurtre qui a provoqué la mort d'une femme tuée devant le bar de Jake. Ce dernier mène alors son enquête.
- Note : Eric Braeden a commencé sa carrière à la télévision en interprétant le rôle d'un officier allemand dans la série Les Rats du désert (1966-1968) aux côtés de Christopher George. Robert Conrad affronte de nouveau Eric Braeden dans le 7e épisode de la série Sloane, agent spécial (La Comète folle) diffusé en novembre 1979.

### Épisode 6:La Mystérieuse lueur verte
- Titre original : A Deadly Shade Of Green
- Scénariste(s) : Jerry Ludwig et Eric Bercovici
- Réalisateur(s) : Alexander Singer
- Diffusion(s) :
  -  États-Unis : le 27 janvier 1973 sur ABC
  -  France : 19 mai 1974 sur la 1re chaîne de l'ORTF
- Acteurs(trices) : L.Q. Jones (Slim), Janaire Skidmore (Nicole), Peter Haskell (Jimmy Silver), Walter Slezak (Tandler)
- Résumé : Jake enquête sur un ami peintre, Harry Warfield, qui a été mystérieusement assassiné alors qu'il s'apprêtait à découvrir le secret d'un peintre autrichien du XIXe siècle : Hans Fisher. Ce dernier aurait réussi à cacher une magnifique émeraude dans l'une de ses œuvres.
- Note : Alexander Singer est basé à Los Angeles. En plus de 40 ans de carrière, il a assuré la mise en scène de plus de 280 épisodes de séries télévisées. Il a débuté avec des séries telles que Dr Kildare avec Richard Chamberlain, en 1961, ou Le Fugitif avec David Janssen, en 1963. Toutefois, sa plus importante contribution demeure les épisodes tournés pour les différentes séries liées à l'univers de Star Trek depuis 1966 jusqu'à 2000.

### Épisode 7:Double Jeu
- Titre original : So Long, Charlie
- Scénariste(s) : Gene L. Coon
- Réalisateur(s) : Paul Krasny
- Diffusion(s) :
  -  États-Unis : le 3 février 1973 sur ABC
  -  France : le 1er juin 1974 sur la 1re chaîne de l'ORTF
- Acteurs(trices) : Cameron Mitchell (Charley Stokes), Jack Kruschen (Orloff), Maria Schell (Elga Compani)
- Résumé : Jake Webster retrouve à Vienne un vieil ami, Charley Stokes, dont il pensait qu'il avait été tué lors d'une opération menée en Albanie contre une installation secrète des communistes. Charlie lui explique comment il a été sauvé par Elga Compani, un fonctionnaire important de la police secrète en Albanie, devenue depuis sa femme. Elga est à Vienne en tant qu'observatrice officieuse d'une conférence internationale dont le Major Caldwell est responsable de la sécurité.
- Note : Paul Krasny est un des plus prolifiques téléastes de l'âge d'or de la télévision, et qui a poursuivi sa carrière jusqu'au milieu des années 1980. Il est chargé de la post-production pour Mannix, dès 1967, et assume le poste de producteur exécutif pour Mission impossible de 1968 à 1970. Il a souvent travaillé avec Robert Conrad notamment sur la série The D.A. (pour District Attorney), un show où Conrad est le procureur Paul Ryan et qui fut diffusée, sur NBC, du 17 septembre 1971 au 7 janvier 1972. Paul Krasny a également dirigé Conrad, en 1972, dans Les Aventures de Nick Carter, un pilote pour une série avortée. Puis, dans la série Colorado, en 1978, où Conrad joue le rôle du trappeur Pasquinel, pour les épisodes 3 et 5. Il l'a d'ailleurs retrouvé, en 1993, pour le pilote de la série Search and Rescue programmée en 1995, sur NBC. Gene L. Coon est le producteur de quelques épisodes des Mystères de l'Ouest au cours de la première saison (1965-1966) ainsi que de Opération vol avec Robert Wagner (1968-1970). Cameron Mitchell a notamment participé à la série Le Grand Chaparral dans le rôle de Buck Cannon (diffusion entre 1967 et 1971 aux USA). Il fut également Jeremiah Worth dans The Swiss Family Robinson, une série produite par Irwin Allen et diffusée aux États-Unis du 14 septembre 1975 au 21 mars 1976.

### Épisode 8:La Vengeance du mercenaire
- Titre original : Soldier Of Fortune
- Scénariste(s) : Gene L. Coon
- Réalisateur(s) : Bruce Kessler
- Diffusion(s) :
  -  États-Unis : le 24 février 1973 sur ABC
  -  France : inconnue
- Acteurs(trices) : Joseph Campanella (Cort), Lynne Marta (Helen), Moses Gunn (Vasamumbo)
- Résumé : Frank Cort, un mercenaire, arrive à Vienna en compagnie d'une charmante blonde. Jake le suspecte de vouloir régler des comptes avec Vasamumbo, le chef d'un état africain en exil à Vienne.
- Note : Joseph Campanella est le patron de Mannix, responsable de l'agence Intertect, au cours de la première saison de la série éponyme : Mannix (1966/1967).

## Référence
: document utilisé comme source pour la rédaction de cet article.
- Christophe Dordain, « L'Homme de Vienne avec Robert Conrad, Charles Cioffi, Anton Driffin », sur Le magazine des séries, 18 mai 2010 (consulté le 15 janvier 2017)